# Límites de la Patagonia

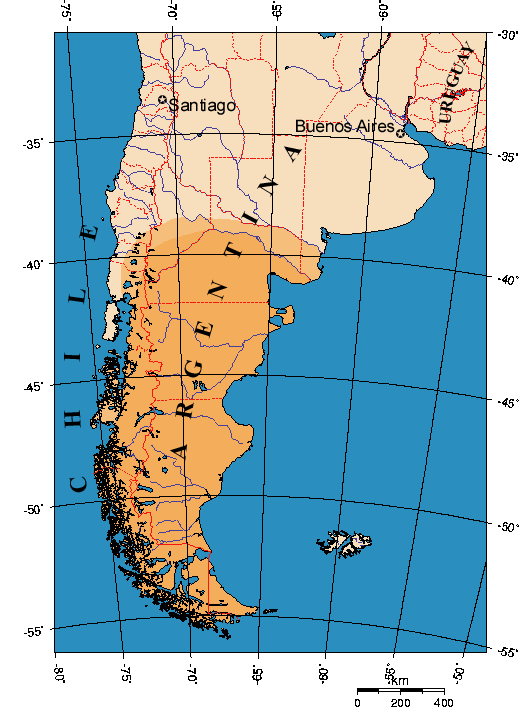
Mapa de la Patagonia con los límites mayormente aceptados.

Los límites de la Patagonia aluden a la región geográfica ubicada en la parte más austral de América, que comprende territorios del sur de Argentina y de Chile. Políticamente la región patagónica se divide en dos: la Patagonia argentina al este, y la Patagonia chilena al oeste. Aunque no existe un consenso generalizado sobre los límites exactos del territorio patagónico, ni los criterios para definirlos, aproximadamente las tres cuartas partes pertenecen a Argentina y el cuarto restante a Chile. Este artículo trata solamente sobre los límites del concepto de Patagonia, según las distintas interpretaciones y materias, y no versa sobre los límites internacionales en la Patagonia.
En la actualidad el límite norte de la Patagonia argentina generalmente es considerado en la línea de los ríos Colorado y Barrancas, desde el océano Atlántico hasta la cordillera de los Andes, pero otros límites también son considerados al norte y al sur de esa línea. El archipiélago de Tierra del Fuego, y en ocasiones también las islas Malvinas, suelen ser incluidos como parte de la Patagonia. 
Por su parte, el límite norte de la Patagonia chilena se sitúa en la Región de la Araucanía, geológicamente en la Falla de Huincul hacia el sur. Anteriormente se consideraba el seno de Reloncaví, aunque para un reducido número de ellos su inicio es más al norte, en los 39° de latitud Sur, a la altura de Valdivia, y para otros antiguamente era el volcán Chillán.

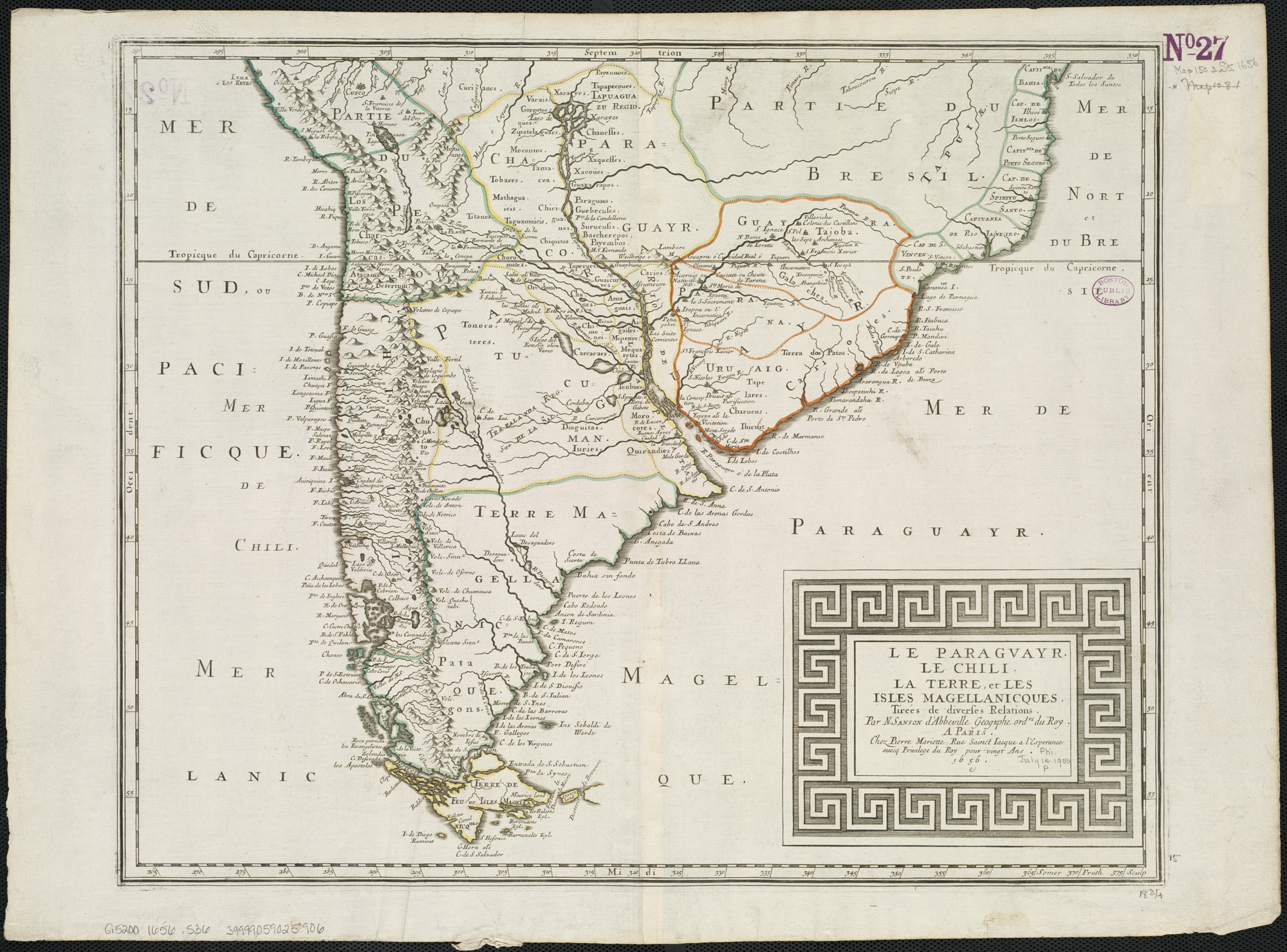
Mapa de Nicolas Sanson publicado en 1656, que muestra a la Patagonia como Terre Magellanicque.

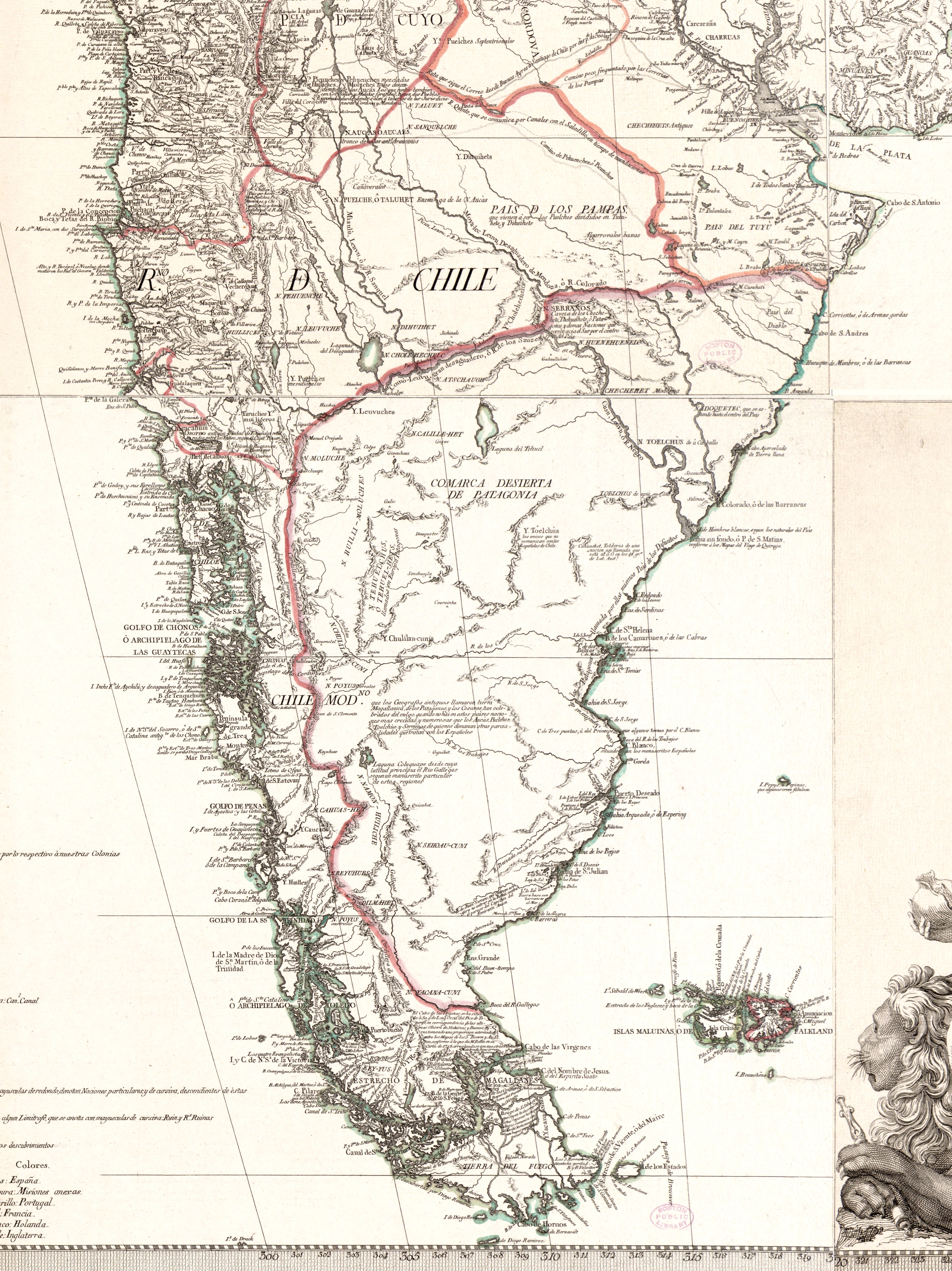
Mapa del cartógrafo oficial del rey de España, Juan de la Cruz Cano y Olmedilla, de 1755 en donde se muestra la Patagonia con el nombre de «Chile Moderno».

## Etimología del nombre Patagonia
El nombre Patagonia fue dado a la región por la expedición de Fernando de Magallanes en 1520 luego de que tomaran contacto con los nativos tehuelches, en el puerto de San Julián, una bahía de la Patagonia atlántica ubicada a 49° de latitud sur, a la que bautizaron con ese nombre por haber llegado allí el 31 de marzo, día de san Julián en el santoral católico.
El cronista Pigafetta escribió en la bitácora del viaje de Magallanes: Nuestro capitán llamó a este pueblo Patagones... Circulan muchas creencias infundadas respecto a por qué Magallanes llamó patagones a los habitantes que encontró allí, la más común y repetida es que se debe al tamaño de sus pies o de las pieles que los cubrían, hipótesis que no tiene fundamento lingüístico ni filológico. La hipótesis más sólida parece ser que los grandes habitantes de la región, así como su comportamiento primitivo, recordaron a Magallanes al gigante salvaje de la novela Primaleón, un popular libro de caballería publicado en Salamanca en 1512.

## Concepto del término Patagonia
El área del ámbito que se entendía que abarcaba el concepto Patagonia fue variando a lo largo de los siglos, siendo hasta casi el final del siglo XIX los territorios de la parte austral continental en los cuales el poder del Imperio español, y posteriormente el de sus países sucesores, se veía limitado o comprometido por la existencia de belicosas etnias indígenas lo suficientemente organizadas para presentar tenaz resistencia a su sometimiento, en especial los mapuches, pero también otros pueblos tales como: pampas, ranqueles, huarpes, puelches y tehuelches septentrionales, parte de los cuales sufrieron un proceso de mapuchización.
Esta dificultad, sumada a lo inhóspito de su clima, generaba también obstáculos para su exploración, por lo cual las características geográficas de buena parte de la región permanecieron ignotas incluso algunas hasta el siglo XX. A medida que la conquista militar de los territorios indígenas se fue consolidando (en líneas generales de Norte a Sur), con su ulterior integración a los esquemas productivos de las nuevas repúblicas, los límites de la región patagónica fueron mutando, y en especial, lo que sus propios habitantes entendían como Patagonia, y la disyuntiva de considerarse ellos mismos como patagónicos, o no autoincluirse en ella.
Tanto el toponimio, como la extensión espacial del territorio comprendido, y hasta el concepto mismo de Patagonia proceden de europeos o desde una visión europea de la región, por lo cual, el mismo no era compartido por las etnias amerindias y sus descendientes, en cambio está fuertemente arraigado en la población local de ascendencia exógena e incluso en los que arriban a los territorios australes en fecha reciente.

## Límites

### Límites antiguos
A partir de su descubrimiento se denominó como Patagonia a toda la zona austral del continente americano al sur de las áreas colonizadas por los europeos a ambos lados de la cordillera de los Andes. Tanto la falta de conocimiento del territorio, como la inevitable imprecisión de la cartografía, llevó a las marcaciones territoriales de las provincias virreinales a algo tan difícil como difuso.
Entre los diversos autores que definieron límites para la Patagonia se puede citar a Federico Lacroix en su libro de 1841, Historia de la Patagonia, Tierra de Fuego e Islas Malvinas:

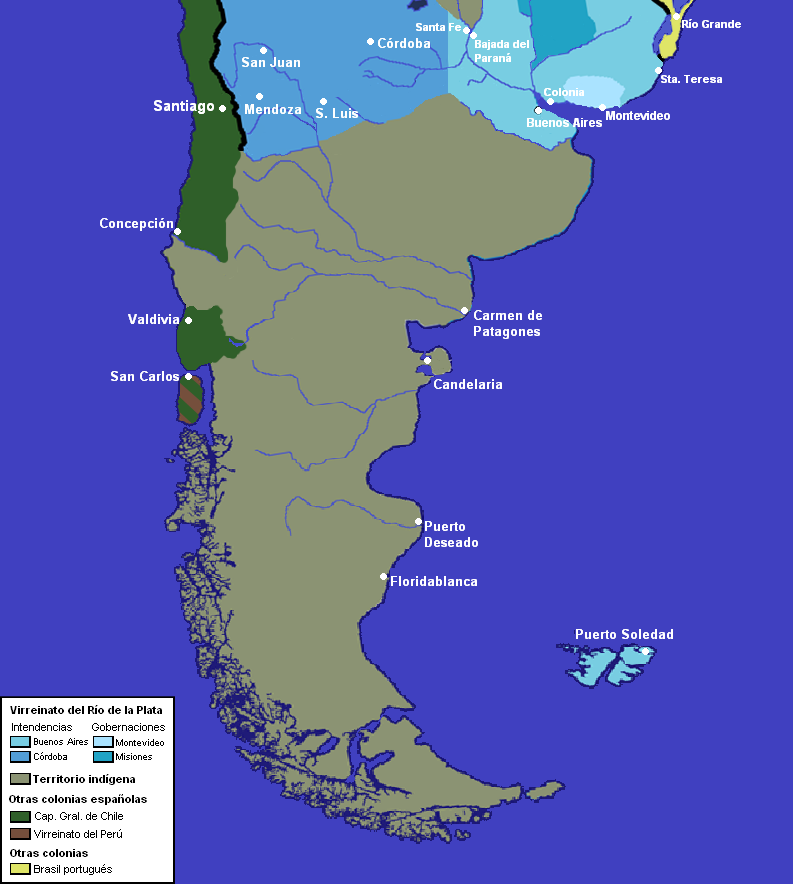
Mapa del extremo sur del Virreinato del Río de la Plata (celeste) y la Capitanía General de Chile (verde) alrededor de 1783.

La Patagonia se extiende del norte al sur sobre una longitud de cerca de cuatrocientas sesenta y cinco leguas, entre los 35-38 grados, y 53-54 de latitud S. Su lado occidental principiando en los 38 grados, y el oriental en los 42 de latitud, sus tres puntos estremos, el cabo Corrientes al este, el cabo Froward al mediodía, y el promontorio que se adelanta en el grande océano austral, en frente de la isla de Chiloé al oeste, forman un vasto triángulo, cuyos lados desiguales presentan en su línea dos curvaturas conexas al norte y al oeste, y cóncavas al este. Los límites de este país son al norte, el Chile, del que está separado por los Andes; después el golfo de Guaiteca hasta más allá del volcán de Chillan, y el Río-Negro, cuyo curso de oeste al este sube del sur al norte; al este el océano Atlántico; al mediodía el estrecho de Magallanes, y al oeste, el grande océano austral.

#### Al oriente de los Andes
Es así que, al oriente de la cordillera andina, desde 1522 y hasta el siglo XVIII en los mapas solía ser llamada como Patagonia toda la extensión inmediatamente al sur de las costas del Río de la Plata.
Posteriormente el límite norte se posicionó de manera variable, fue para algunos la línea de fortines que marcaban la frontera del dominio indígena, siendo para otros el río Colorado, y en otros casos el río Negro, tanto por su afluente norteño (el río Neuquén) como por su afluente sureño (el río Limay).
En su obra Description Geographique et Statistique de la Confederation Argentine (1860-1864), el francés Martin de Moussy fue el primero en dividir el territorio argentino en regiones físicas, fijando el límite sur de la región pampásica en los ríos Negro y Limay, al sur de los cuales establecía una región de mesetas escalonadas que denominó Patagonia.
La antigua Patagonia oriental, la cual poseía una delimitación primigeniamente política, hoy ha quedado obsoleta para estos fines, por tanto tal denominación debe reservarse para el tratamiento de la región patagónica oriental, la cual tanto biológica como geográficamente, cubre territorios pertenecientes a ambos países.

##### Límites legales y administrativos
La primera definición legal de la Patagonia en Argentina fue realizada en el marco de los preparativos de la campaña militar denominada Conquista del Desierto. La ley N.º 954 del 11 de octubre de 1878 que creó la Gobernación de la Patagonia sobre la base de los límites establecidos por la ley N.º 947 del 5 de octubre de 1878:

Art. 3.° Decláranse límites de las tierras nacionales, situadas al exterior de las fronteras de las provincias de Buenos Aires, Santa Fe, Córdoba, San Luis y Mendoza, las siguientes líneas generales, tomando por base el plano oficial de la nueva línea de fronteras sobre la Pampa, de 1877:

1.° La línea del Río Negro desde su desembocadura en el Océano, remontando su corriente, hasta encontrar el grado 5.° de longitud occidental del meridiano de Buenos Aires.

2.° La del mencionado grado 5.° de longitud, en su prolongación Norte, hasta su intersección con el grado 35 de latitud.

3.° La del mencionado grado 35 de latitud, hasta su intersección con el grado 10 de longitud occidental de Buenos Aires.

4.° La del grado 10 de longitud occidental de Buenos Aires, en su prolongación sud, desde su intersección en el grado 35 de latitud, hasta la margen izquierda del río Colorado y desde allí, remontando la corriente de este río, hasta sus nacientes, y continuando por el río Barrancas, hasta la Cordillera de los Andes.
Ley N° 947

El territorio de la Gobernación de la Patagonia incluía así la actual provincias de La Pampa, e incluso algunas zonas de lo que hoy es el sur de San Luis y Sudeste de Mendoza. Su capital fue el pueblo de Mercedes de Patagones que en ese año se renombró como Viedma, en honor a su fundador. Viedma es actualmente la capital de la provincia de Río Negro.
Posteriormente y por la ley N° 1265 de 1882 se dividió la Gobernación de la Patagonia en dos sectores denominados: Territorios de la Pampa (o de la Pampa Central) y Territorio de la Patagonia, quedando el límite norte de esta última en los ríos Agrio, Neuquén y Negro quedando fuera de la Patagonia zonas del norte de las actuales Río Negro y Neuquén .
Finalmente por la ley N° 1532 del 16 de octubre de 1884, se crearon los Territorios Nacionales de Río Negro, Neuquén, Chubut, Santa Cruz y Tierra del Fuego y se fijan nuevos límites al de La Pampa, dividiendo la Gobernación de la Patagonia y poniéndole fin a su unidad administrativa el 24 de noviembre de 1884 al asumir los nuevos gobernadores La misma ley dispuso que "cuando la población de una Gobernación alcance a sesenta mil habitantes, constatados por el censo general y los censos suplementarios sucesivos, tendrá derecho para ser declarada provincia argentina.". 
Durante las dos primeras presidencias de Juan Domingo Perón inicia el proceso de provincialización de los territorios nacionales. La ley N.º 14037 del 8 de agosto de 1951 dispuso la provincialización del territorio nacional de La Pampa, naciendo la provincia de La Pampa. En 1955 por la ley N.º 14408 fueron creadas las provincias de Neuquén, Río Negro, Chubut y Patagonia. Esta última abarcaba desde el paralelo 46°S hasta el Polo Sur, incluyendo Santa Cruz, Tierra del Fuego, las islas del Atlántico Sur y el Sector Antártico Argentino, aunque no llegó a efectivizarse al ser anulada ese mismo año por el gobierno militar autodenominado Revolución Libertadora. El decreto-ley N.º 21178 de 1956 creó el Territorio Nacional de Tierra del Fuego, Antártida e Islas del Atlántico Sur y con el resto de la proyectada Patagonia se creó la provincia de Santa Cruz. Finalmente, la ley N.º 23775 de 1990 creó la provincia de Tierra del Fuego, Antártida e Islas del Atlántico Sur. Las provincializaciones implicaron una ampliación de los derechos políticos de los habitantes de los territorios nacionales ya que podían elegir a sus propios gobernadores y representantes en el Congreso Nacional.
Durante el gobierno militar autodenominado Proceso de Reorganización Nacional, toman especial relevancia la zonificación militar del país que convivía con el esquema formal de autoridades. La dictadura mantuvo el sistema de zonificación militar del país, dispuesto el 28 de octubre de 1975, mediante la directiva del comandante general del Ejército 404/75 (Lucha contra la subversión). Según el régimen de zonificación militar, el país quedaba dividido en cinco «zonas» militares, correspondientes a los cinco cuerpos de ejército en que se dividía el Ejército Argentino. La Zona de Defensa V, quedaba bajo la injerencia del V Cuerpo de Ejército. Su sede se ubica en la guarnición de Bahía Blanca y su límite norte es el río Colorado aunque incluía 13 partido-municipios del sudoeste del interior de la Provincia de Buenos Aires en torno a la sede: Adolfo Alsina, Guaminí, Coronél Suárez, Saavedra, Puán, Tornquist, Coronel Pringles, González Chávez, Coronel Dorrego, Tres Arroyos, Villarino, Bahía Blanca, Patagones.
La ley N° 23272 de Integración de La Pampa a la Región Patagónica, promulgada el 21 de octubre de 1985 y modificada por la ley N° 25955, estableció la incorporación de la Provincia de La Pampa para todos los efectos legales del orden federal como parte de la Patagonia:

ARTICULO 1° — A los efectos de las leyes, decretos, reglamentaciones, resoluciones y demás disposiciones legales del orden nacional, considérase a la provincia de La Pampa juntamente con las provincias de Río Negro, Chubut, Neuquén, Santa Cruz, Tierra del Fuego, Antártida e Islas del Atlántico Sur y el partido de Patagones de la provincia de Buenos Aires.

La Constitución Nacional Argentina establece en su artículo N° 124 la posibilidad de que las provincias se integren formando regiones para diversos fines, siendo una de esas regiones integrada la Región de la Patagonia. Fue constituida mediante el Tratado Fundacional de la Región de la Patagonia, firmado en la ciudad de Santa Rosa, capital de la Provincia de La Pampa, el 26 de junio de 1996. El artículo N° 4 de ese tratado establece:

El territorio de la Región de la Patagonia está conformado por las provincias de La Pampa, Neuquén, Río Negro, Chubut, Santa Cruz y Tierra del Fuego, Antártida e Islas del Atlántico Sur, abarcando el subsuelo, el Mar Argentino adyacente y el espacio aéreo correspondiente.

Sin embargo, algunos organismos estatales nacionales definen la Patagonia como aquella región integrada por las provincias de Neuquén, Río Negro, Chubut, Santa Cruz y Tierra del Fuego, excluyendo la provincia de la Pampa. Un ejemplo de esto es el Instituto Nacional de Estadísticas y Censos (INDEC), a la hora de definir regiones estadísticas. o el Ministerio de Salud la Nación a la hora de regionalizar el país por los riesgos y amenazas de emergencias y desastres naturales.

#### Al occidente de los Andes
Al occidente de la cordillera de los Andes abarcaba, según algunos autores, todos los territorios al sur del río Biobío, el cual tras el Desastre de Curalaba en 1598 y el desarrollo de la Guerra de Arauco entre las tropas españolas y los mapuches, detuvo la conquista del sur de Chile y se mantuvo como geosímbolo y límite de facto entre ambas comunidades, siendo oficializado como tal en 1647. Por estas razones, el término de la Frontera fue acuñado para referirse a la zona en torno al río.
Luego de la independencia, el gobierno de Chile, en el Parlamento de Tapihue en enero de 1825, acordó un estatuto con los mapuches del sur del río Biobío, con el objeto de regular las relaciones entre la nueva república y dicha nación aborigen, aunque este acuerdo no fue impedimento para que los conflictos entre ambos bandos continuaran.
Igualmente, pequeñas colonias de población criolla se ubicaron en Valdivia, La Unión, y Osorno. Chile, mediante la "Ley de inmigración selectiva" de 1845, colonizó con inmigrantes germanos la región comprendida entre Valdivia y Puerto Montt, los cuales décadas después lograrían cambiar por completo el panorama de la zona sur. El intento de creación del Reino de la Araucanía y la Patagonia por el francés Orélie Antoine de Tounens en el año 1861 convenció al gobierno chileno de ocupar completamente la Araucanía, impulsando el plan ideado por el General de Ejército Cornelio Saavedra Rodríguez, que consistía en acciones militares junto a penetraciones pacíficas, creando poblados, caminos, telégrafos, escuelas, y hospitales. De esta manera se extendió el territorio bajo control efectivo de Chile hasta el río Malleco, en tanto que por la costa, se lo acrecentó hasta el río Toltén; con poca resistencia logra asentar las poblaciones de Angol, los fuertes de Negrete, Mulchén, y Lebu, en 1862.
Finalmente, luego de un período donde los combates continuaron, el Coronel Gregorio Urrutia logró completar en 1883 la incorporación de la totalidad del territorio mapuche en la llamada Pacificación de la Araucanía, poblándose intensamente estas tierras durante el resto del siglo XIX y el XX. La mayor parte de los historiadores mantiene a la isla de Chiloé, y a todos los territorios al norte de ésta, fuera de la Patagonia histórica, aceptando la denominación de Araucanía como la región asimilable para la mayor parte de ellos.

### Límites actuales que se discuten

#### En Argentina
La Patagonia argentina actualmente comprende, salvo contadas excepciones, desde la cordillera de los Andes hasta el océano Atlántico, y desde el departamento mendocino de Malargüe y el río Colorado por el norte, hacia el sur, hasta las aguas ubicadas al sur del cabo de Hornos en el Pasaje de Drake. Delimitada de esta manera, los espacios terrestres de la Patagonia argentina suman 842 085 km², e incluyen al partido bonaerense de Patagones, las provincias de Neuquén, Río Negro, Chubut, Santa Cruz, y al sector sudamericano de Tierra del Fuego. Asimismo, gran parte de los territorios del oeste y sur de Provincia de La Pampa también mantienen el carácter patagónico, y suelen ser incluidos en dicha región. Ellos son los departamentos de Curacó, Chical Co, Puelén, Limay Mahuida, Lihuel Calel, y Chalileo; los que sumados, agregarían 61 361 km² a la superficie total de la Patagonia argentina, la que llegaría así a los 903 446 km², por lo tanto, el 78,18 % del total de la Patagonia.
Por otra parte, los sectores australes del bonaerense Partido de Villarino y del pampeano Departamento Caleu Caleu, al ser ribereños del río Colorado y mantener las características patagónicas, podrían también ser incluidos en ella, amén de que así se reconocen sus mismos pobladores.
El límite argentino de la Patagonia norte lo marca el abrupto cambio en el paisaje que genera el descenso de las precipitaciones, haciendo que el ecosistema troque del distrito del caldén del espinal (naturalmente arbóreo, muy poblado, y apto para cultivos sin riego artificial) a la provincia geográfica del monte de llanura, dominada por las jarillas (naturalmente arbustiva-esteparia, muy poco poblada, y no apta para cultivos sin riego artificial) donde abruptamente comienza el típico paisaje patagónico, el que se mantendrá, con algunas variables, en el resto de la Patagonia esteparia.

#### En Chile
Por su parte, el límite norte de la Patagonia chilena se sitúa en la Región de la Araucanía, geológicamente en la Falla de Huincul hacia el sur.
El espacio comprendido entre el seno de Reloncaví por el norte y el estrecho de Magallanes al sur, entre el Pacífico y el límite con Argentina, ha sido considerado históricamente como Patagonia chilena. No obstante, siempre fueron límites descriptivos poco concisos y altamente variables. El fin del Valle Central complicó históricamente el poblamiento y la comunicación en todo el sector de Palena (antiguamente denominada Chiloé Continental) y los territorios más australes, generando la interrupción de la Carretera Austral, la que aún hoy no está completa y varios tramos deben ser recorridos a través de transbordadores, principalmente entre Hornopirén y Caleta Gonzalo. Otros autores fijan los límites actuales de la Patagonia chilena desde Valdivia en la Región de Los Ríos, hasta el cabo de Hornos, incluyendo la Región de Los Lagos, la Región de Aysén y la parte sudamericana de la Región de Magallanes y Antártica Chilena.
En la actualidad, la geología ofrece como límite norte de la Patagonia occidental a la falla de Huincul. La determinación de una condición de conjunción y unidad geológica del macizo surpatagónico con el macizo norpatagónico, en la falla de Huincul, ha dado la justificación científica para la asimilación de la Región de Los Ríos y la Región de la Araucanía como pertenecientes a la Patagonia (Schilling et al, 2017). A su vez, hay análisis cualitativos de similitudes biogeográficas y culturales, y la experiencia del vox populi y los imaginarios colectivos, favorecen la interpretación de estos espacios como pertenecientes a la Patagonia chilena.

## Otras interpretaciones sobre sus límites

#### Límites turísticos en el sector argentino
Generalmente en la Argentina se suele delimitar turísticamente a la Patagonia como el territorio al sur del eje río Barrancas-Colorado, incluyendo a Tierra del Fuego y las Malvinas. En menor medida también se le adiciona el sur de Mendoza y/o el sur de La Pampa, o solo se le añade el territorio de La Pampa, pero en su totalidad.

#### Límites turísticos en el sector chileno
Del lado chileno, oficialmente por el Servicio Nacional de Turismo de Chile (SERNATUR) señala que el límite turístico norte de la Patagonia chilena debe de apoyarse sobre los límites geográficos más aceptados, es decir, desde el fiordo y Seno de Reloncaví, siguiendo por el río Petrohué y el lago Todos los Santos, hasta el cerro Tronador. En términos turísticos en Chile suele usarse Patagonia chilena como sinónimo de Chile austral. Sin embargo, existen quienes incluyen como zonas patagónicas áreas ubicadas más al norte, por ejemplo suelen incluirse también diversas zonas entre el lago Villarrica y el Llanquihue.

### Límites antropológicos
En un estudio sobre las etnias de la región se indica que en el área cultural Patagonia, se incluyen las que se encontraban presentes en los territorios desde el Cabo de Hornos hasta el río Colorado en la Argentina y hasta los ríos Itata y Lonquén en Chile. Esta área cultural enfrentaba por el noroeste al Área cultural Andina Meridional, y por el norte y noreste al Área cultural Pampa.

#### Límites antropológicos en el sector argentino
En el sector de la Argentina, más al norte del límite septentrional del área cultural Patagonia (es decir, fuera de ella) se encontraban las etnias: puelche, diuihet, ranquel, voroga, taluhet, pampa, querandí, etc.
Ya dentro del área cultural Patagonia se encontraban, partiendo del sector norte, las etnias: pehuenche, leuvuche, chechehet, y más al sur: guenaken, penken, aónikenk, etc.

#### Límites antropológicos en el sector chileno
El área cultural Patagonia en el sector de Chile es seccionada en dos subregiones: al norte se ubica la llamada Subregión Sur (desde el río Itata hasta el Seno de Reloncaví) con las etnias y culturas Pitrén, Vergel, Mapuche, y Lafkenche. A mayor latitud se encuentra la subregión Patagonia (desde el Seno de Reloncaví hacia el sur). La misma se considera desde la zona sur del territorio ocupado por la etnia Huiliche, hacia la zona austral del país. A pesar de que su dispersión territorial los llevó a adentrarse en la Patagonia chilena, el pueblo huilliche pertenece al horizonte cultural Mapuche que se desarrolló en un área antropológico cultural correspondiente al valle central del centro sur de Chile. Por dicha razón, los pueblos originarios considerados históricamente en la Patagonia chilena son:
1. Chonos: pueblo nómade canoero extinto a comienzos del siglo XIX, habitaban entre los paralelos 43° y 48° de latitud sur.
2. Aonikenk: lingüísticamente emparentados con los selk'nam, constituye el pueblo conocido como "patagones".
3. Kawésqar: pueblo de navegantes canoeros, que recorrían los canales patagónicos al sur del Golfo de Penas.
4. Selknam: pueblo de nómades de cazadores y recolectores que vivía en la Tierra del Fuego, fue exterminado durante el siglo XX.
5. Yámana: emparentados con los kawésqar, eran navegantes canoeros y constituyen el pueblo indígena más austral del continente americano.

### Límites lingüísticos
El dialecto rioplatense se diversifica como variante en todas las provincias de la Patagonia argentina (incluyendo La Pampa) y es conocida popularmente como variante patagónica o Sureña. Este giro presenta sus focos en las aglomeraciones de Comodoro Rivadavia y de la ciudad de Neuquén, sus principales centros urbanos.
Se denotan algunas variaciones levemente audibles en la fonología, entre los que se destaca la pronunciación de [ʒ] más relajada y una entonación menos rítmica, no llegando a aproximarse a [ʃ]. Esto quizás fue producto de la influencia del español chilote.
La Patagonia chilena es un territorio de colonización efectuada por gente de diversos puntos de Chile, con abundante aporte migratorio chilote y europeo (especialmente croata), que ha dejado huella en el léxico y algunas palabras de origen argentino por la cercanía geográfica y cultural, marcando una entonación especial en el modo de hablar, léxico y gramática.
Por razones del aislamiento colonial, en Chiloé se formó durante cientos de años un dialecto particular, el dialecto chilote, con muchas palabras y construcciones procedentes del dialecto veliche del mapudungun, a las que se han agregado regionalismos españoles en desuso en otros lugares de Chile, creando así una tonalidad muy particular en este archipiélago. Este dialecto está presente entre los migrantes chilotes en la Patagonia y ha influido de manera importante a las variantes locales del castellano, a la vez que estas han ejercido influencia en el habla de Chiloé.

### Límites geográficos

#### Límites geográficos en el sector argentino
Los límites geográficos de la Patagonia fueron estudiados por un equipo de trabajo coordinado por el Dr. Juan Roccatagliata. Llegaron a la conclusión que a la región de la Patagonia argentina la uniformidad del medio natural y de sus actividades humanas la han definido como una unidad perfectamente individualizable; razones históricas han acentuado esta singularidad respecto al resto del país. Siguiendo con este criterio, su concepción del ámbito patagónico rebasa el concepto tradicional (las comarcas desde el río Colorado hacia el sur) comprendiendo también a amplios territorios al norte de dicho río: porciones bonaerenses del sur del partido de Villarino (amén de todo el partido de Patagones), una gran franja en todo el sur y oeste de la provincia de La Pampa, y todo el departamento de Malargüe, en el sur de Mendoza.

#### Límites geográficos en el sector chileno
Generalmente el límite geográfico norte de la Patagonia chilena suele ser el que conecta el Seno de Reloncaví, con la cordillera de los Andes a través del lago de Todos los Santos y su desagüe: el río Petrohué, excluyendo a la isla Grande de Chiloé y sus islas próximas. Un límite a menor latitud es el que postuló el naturalista alemán Eduard Friedrich Poeppig, quien en el año 1829 recorrió la zona del volcán Antuco y de la laguna de La Laja y situó en esta última el límite norte de la Patagonia geográfica chilena.

### Límites geológicos
En el sector de la cordillera andina es factible delimitar geológicamente la Patagonia por el norte a la latitud de 39° Sur, si bien de manera imprecisa dada su naturaleza transicional; el pasaje entre los Andes Áridos y de transición de la cordillera Principal a los Andes Patagónicos ocurre cuando dejan de dominar los sedimentos marinos mesozoicos (los que se desplazan al este), siendo reemplazados por rocas volcánicas terciarias y cuaternarias, típicas del tramo septentrional de los andes patagónicos. A su vez, la banda occidental de porfiritas pasa a formar la ladera oriental del encadenamiento Andino. En las planicies próximas a dicha ladera, también es clave la aparición de basaltos de origen eruptivo. Finalmente, al oeste del Lago Aluminé se hace presente el basamento cristalino. La particularidad saliente de la cordillera patagónica respecto a la situada más al norte es la aparición de profundos y ensanchados valles trasversales.
En la Patagonia extraandina oriental, el límite geológico fue establecido sobre la base de un consenso alcanzado por la Comisión de la Carta del Servicio Geológico Minero Argentino. Dicho deslinde discurre a lo largo de la dorsal de Huincul, rasgo estructural de primer orden el cual divide dos sectores con un desigual comportamiento cortical; ha sido trazado como resultado de numerosas
observaciones geológicas y geofísicas, las que marcan una sustancial división en el Engolfamiento Neuquino. Hacia el oeste se prolonga a través de la Cordillera andina, y hacia el este se extiende por el valle del río Negro hasta adentrarse en la
plataforma continental del mar Argentino.

### Límites climáticos

#### Límites climáticos en el sector argentino
Siguiendo a Papadakis, el límite norte de la Patagonia argentina desde el punto de vista climático se asemeja más a la visión moderna que se tiene sobre este concepto (la Patagonia argentina ampliada) que a la tradicional (el río Colorado). Es así como en el noreste patagónico el límite del clima por el denominado: desierto pampeano corre por la isohieta anual de los 300 mm, cruzando por el oeste de La Pampa, concluyendo en el sudeste de Mendoza, cambiando más al norte a un subtipo distinto, pues del régimen hídrico desértico mediterráneo se pasa al desértico isohigro. El clima de desierto pampeano coincide en gran parte con la ecorregión del Monte de Llanuras y Mesetas; y al igual que ella, este clima se prolonga hasta los contrafuertes de la meseta de Somuncurá y el noreste de Chubut, siempre limitando con el siguiente.
Más hacia el oeste del citado clima, al superar el terreno la isohipsa de 500 m s. n. m., comienza el clima de desierto patagónico con su borde oriental entrando en el extremo oeste de La Pampa, cubriendo de este modo cerca de la mitad oeste de Mendoza, especialmente todo el distrito de las estepas arbustivas patagónicas de la Payenia, y llegando por el norte hasta los alrededores de la ciudad de Mendoza. Este es el clima típico del interior de la estepa patagónica, alcanzando por el sur el valle del río Gallegos. Aún más hacia el oeste, aumentan las precipitaciones invernales, pasándose así a otro clima: el patagónico semiárido, el que llega por el norte hasta el extremo sudoeste de la provincia de San Juan. Siguiendo la dirección este-oeste continúan aumentando los acumulados hídricos, con el resultado de que en pocos kilómetros se pasa por otros dos nuevos climas: el mediterránico frío, y luego el patagónico húmedo, en el área de frontera con Chile.

#### Límites climáticos en el sector chileno
En la Patagonia chilena, el límite geohistórico, habitualmente entendido en el seno de Reloncaví, coincide con el límite de dos subtipos de climas chilenos.
- a. Clima templado lluvioso con influencia mediterránea.

Es el que presenta la mayor parte de la Región de la Araucanía, llegando por el sur hasta los 42º20'S, en el tercio norte de la isla Grande de Chiloé y su extensión hacia Chiloé continental.
Posee una temperatura media de solo 11 °C, con una reducida amplitud térmica, y similitudes en las variables térmicas de toda la Región, ayudadas por la acción morigeradora de los abundantes lagos. Los frecuentes sistemas frontales que cruzan la región generan copiosas precipitaciones, junto con abundante nubosidad y escasos días despejados.
- b. Clima templado frío de costa occidental, con máximo invernal de lluvias.

Al sur del clima anterior, es decir, desde el centro de centro y sur de la isla Grande de Chiloé y su extensión hacia Chiloé continental.
Las temperaturas no alcanzan los 10 °C de media anual. En varios sectores, las precipitaciones son tan intensas y abundantes que disminuyen notablemente las posibilidades de asentamientos humanos. En Chaitén llueven más de 3000 mm, en Futaleufú más de 2000 mm, pero en Palena son inferiores a los 1700 mm.

### Límites faunísticos

#### Límites ornitológicos

##### Límites ornitológicos en el sector argentino
Según un estudio específico sobre la ornitogeografía argentina el límite del sector patagónico norte estaría comprendido en el dominio ornitológico Chaqueño, provincia del Monte, distrito Meridional, el cual abarca las estepas arbustivas desde el centro de Mendoza hasta el valle del río Chubut, y desde el centro de Neuquén hasta el departamento bonaerense de Patagones. A este dominio lo reemplaza el Dominio ornitológico Andino-Patagónico, con la provincia Patagónica, siendo hacia el sur (en Río Negro y Chubut) su distrito Oriental, y hacia el oeste (en el sudoeste de Mendoza y oeste de Neuquén) su distrito Occidental. Más hacia el oeste de este último (en la cordillera andina) se encuentra la provincia Cordillerana con su distrito Cordillerano. En algunas de las altas mesetas y cumbres serranas de la estepa norte también se hace presente el distrito Serrano de esta provincia ornitológica. El sector norte de los bosques antartándicos es incluido en el distrito Continental, de la provincia Araucana, del Dominio ornitológico Araucano. Las costas patagónicas son ubicadas en el Dominio ornitológico Antártico, provincia Costera; y las islas Malvinas en la provincia Insular. Cuatro de los cinco Dominios ornitológicos de la Argentina están presentes en la región histogeográfica patagónica.

### Límites botánicos

#### Límites botánicos en el sector argentino
Para dilucidar los límites de la Patagonia desde el punto de vista florístico es primordial hacer foco en lo acordado sobre ellos en el estudio más importante de su vegetación: la colección de la Flora Patagónica, un enorme compendio de 8 tomos que insumió cerca de 40 años de investigaciones, en la cual se describen e ilustran todas las especies detectadas en la región de la Patagonia argentina: 2400 especies, de 738 géneros y 138 familias. El área acordada en 1963 para realizar dicho estudio comprendía desde el río Colorado por el norte hasta el canal Beagle por el sur, y desde el límite con Chile por el oeste hasta el Atlántico y las islas del Atlántico sur por el este.
Al finalizar todo el estudio se confeccionó una carta de su vegetación donde se enumeran y mapean las 30 principales variables florísticas allí presentes más otros tipos de vegetación encontrada, todo bajo la firma del botánico Fidel Antonio Roig, con el nombre de: Vegetación de la Patagonia. En él podemos ver que el límite en el noreste no ha cambiado, pues sigue el curso del río Colorado, pero al remontarlo, superando el punto cuatrifino entre las provincias de Mendoza, Neuquén, Río Negro y La Pampa, tuerce hacia el norte para luego, siguiendo primero la isohipsa de 500 m s. n. m. cruza el borde oriental del extremo oeste de La Pampa, cubriendo de este modo cerca de la mitad sudoeste de Mendoza, especialmente todo el distrito de las estepas arbustivas patagónicas de la Payenia.
Si bien no son señalados en el mapa, se describen también los jarillares de Ñacuñán, Atuel, y Alvear en Mendoza, y los del oeste y sudoeste de La Pampa, evidenciando su similitud con los nor-patagónicos, pero más biodiversos, al contar con más de 300 mm de precipitaciones anuales.

#### Límites botánicos en el sector chileno
El límite norte del sector al occidente de los Andes, siempre desde el punto de vista botánico, es analizado y mapeado, entre otros autores, por Gajardo. Él reconoce:
- la región del bosque andino-patagónico, con dos subregiones:

la sub-región de las cordilleras de la Araucanía,  Se encuentra limitada a altas altitudes de la cordillera andina fronteriza con la Argentina, entre las regiones del Biobío y de Los Lagos (con núcleos aislados muy limitados en la Región del Maule), el cual posee su especie más destacada: el pehuén. Como una excepción cita el núcleo relíctico aislado de la cordillera de Nahuelbuta.
la sub-región de las cordilleras patagónicas. En la alta cordillera andina fronteriza con la Argentina llegando por el norte hasta la latitud de Valdivia, sin penetrar en la Región de la Araucanía. Según los nombres empleados por este autor, esta última formación sería la más adecuada para trazar el límite patagónico septentrional, desde las distribuciones florísticas.
En similares latitudes, pero a menores altitudes y al oeste de las anteriores, ubica otras regiones botánicas, una de ellas es
- la región del bosque laurifolio, la cual, con variantes, domina la cordillera de la Costa, Chiloé insular, continental, y sectores entre los grandes lagos y los contrafuertes andinos. La otra, más al norte, es
- la región del bosque caducifolio, característica del valle central y de la cordillera más al norte.